# Euxoa alcesta
Euxoa alcesta là một loài bướm đêm trong họ Noctuidae.